# روزاليا زميلياكا
كانت روزاليا سامويلوفنا زميلياتكا (بالروسية: Розалия Самойловна Землячка) (من 20 مارس 1876 الي 21 يناير 1947) سياسية روسية ثورية وسوفيتية.  اشتهرت بتورطها في تنظيم الثورة الروسية الأولى ، وإلى جانب بيلا كون(Bela kun) ، كواحدة من منظمي الإرهاب الأحمر في كرميا في 1920-1921 ، ضد جنود سابقين في الجيش الأبيض.  ثم واصلت مسيرتها في الحزب الشيوعي في الاتحاد السوفيتي ، هرباً من كل عمليات التطهير وأصبحت نائبة رئيس مجلس مفوضي الشعب في اتحاد الجمهوريات الاشتراكية السوفيتية ، وهو أعلى سلطة حكومية في النظام.  هي المرأة الوحيدة التي خدمت في هذا المستوى في الفترة الستالينية ، وأول امرأة تزين وسام الرداء الأحمر.